# Балахи (Псковская область)
Балахи — деревня в Опочецком районе Псковской области России. Входит в состав Глубоковской волости.

## География
Расположена в 16 км к югу от города Опочка.

## Население
| 2001 | 2002 | 2010 | 2013 | 2014 | 2015 | 2016 |
| ---- | ---- | ---- | ---- | ---- | ---- | ---- |
| 398  | ↘99  | ↘59  | ↗73  | ↗77  | ↗78  | ↗79  |

Численность населения по состоянию на начало 2001 года составляла 398 человек.

## История
С 1995 до 2005 года деревня входила в состав Краснооктябрьской волости  в качестве её административного центра, с 2006 до 2015 года — в состав Звонской волости.